# Sybil (gato)
A gata Sybil foi uma gata considerada mascote de Downing Street, onde estão as residências oficiais, e do chamado Novo Trabalhismo no Reino Unido.